# Келеберда (Кременчуцький район)
Келеберда́ (Кереберда) — село в Україні, у Горішньоплавнівській міській громаді Кременчуцького району Полтавської області на річці Дніпро, нижче гирла річки Псел. Населення за переписом 2001 року — 451 особа.

## Географія

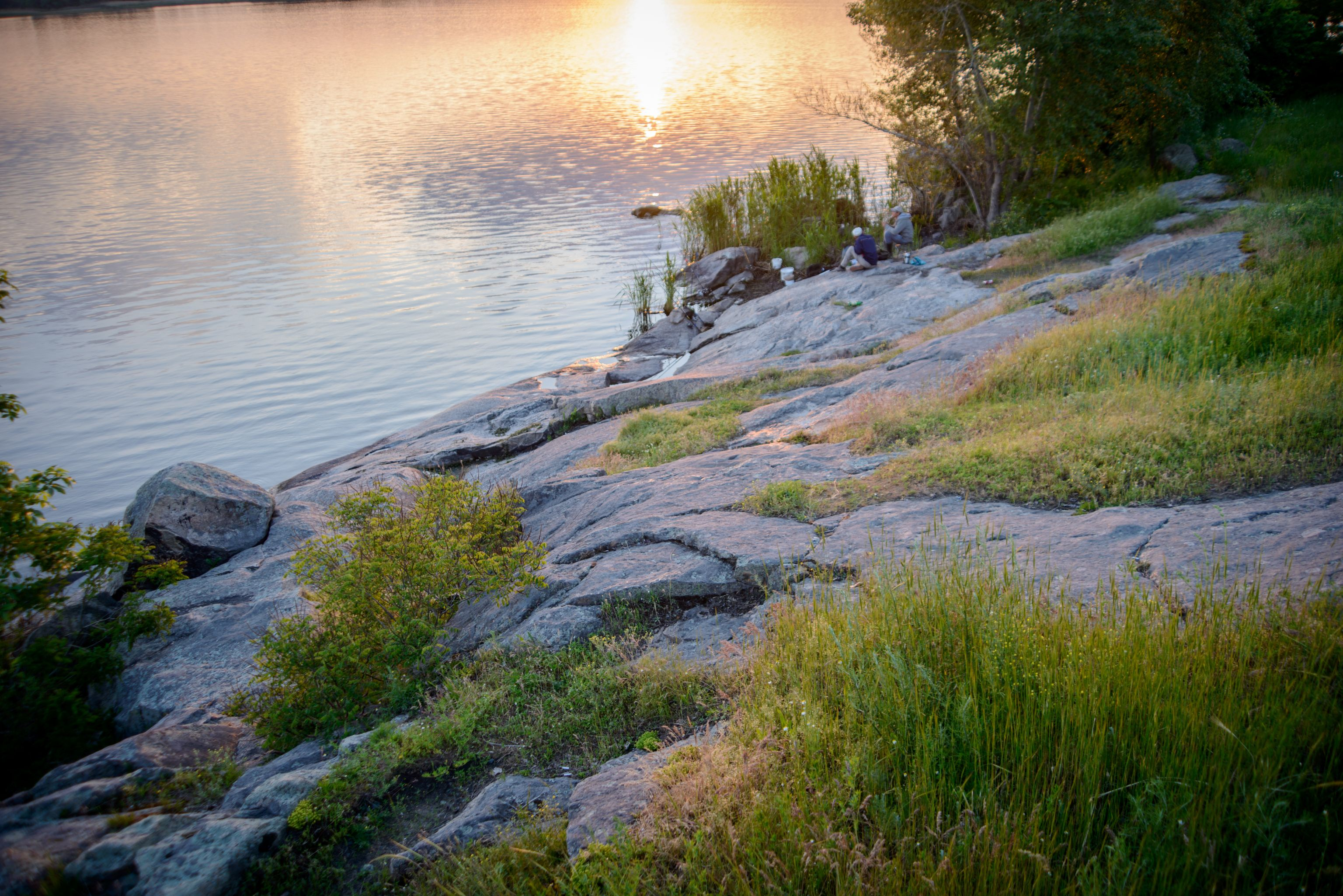
Вихід граніту на березі Дніпра

Село Келеберда лежить на лівому березі річки Дніпро (Дніпродзержинське водосховище) на виступаючому далеко в річку мисі, вище за течією на відстані за 5 км розташоване місто Горішні Плавні. До села прилеглі великі ставки рибогосподарств, тож село практично з усіх боків оточено водою.

## Історія

### Давні часи
Під час археологічних досліджень знайдено посудину доби неоліту, арбалетну фібулу, пряжку перших століть нашої ери та римську монету. Поблизу села розташовані залишки курганів. Між селами Келеберда та Горішні Плавні знайдено бронзові скіфські стріли.

### Заснування та етимологія
Одне з найдавніших поселень на території краю. Можливо, назва "Гебердеїв" виникла ще за часів язичництва (у багатьох народів слово "гібідей" означало ритуальний жертовник).
Географічна назва Гербердієв Ріг, яку пов'язують з Келебердою, наведена (1550 р.) Михалоном Литвином.
Сучасна назва села, можливо, виникла в 1-й третині 15 ст. З середини 14 ст. ця територія була під владою Великого Князівства Литовського. У 20-х роках 15 ст. великий литовський князь Вітовт, зібравшись з силами після поразки у 1399 р від війська золотоординського хана Темір-Кутлуя на Ворсклі, вирушив у володіння Золотої Орди, в Кабараду, і запропонував черкеській княгині переселитися зі своїми людьми на межі свого князівства. Ці вихідці з Пн. Кавказу й заснували ряд поселень на території майбутньої Полтавщини.
Як поселення Кременчуцької волості Келеберда (Короберда) уперше згадана 1646 року. Назва Келеберда/Кереберда походить, імовірно, від татарських слів «кале», «кала» — фортеця або башта, «берда» — річка, отже — «укріплення над річкою». Народна етимологія виводить назву села від козака на призвіще Колиберда ("Коли бердишем" — ніби-то заклик до бою) або Берда, довкола якого стали оселятись люди.
На території існувала Келебердянська фортеця.
Укріплення в районі села були зафіксовані польським письменником середини 16 ст. Михайлом Литвином. Відзначені вони і в "Книге Большому Чертежу" - першому географічному і частково етнографічному опису Російської держави та ряду суміжних країн, складеному у 1627 р. Історики вважають що укріплення стародавнього поселення були поновлені і пристосовані до нових умов для захисту від зовнішніх ворогів (перш за все від кримських татар) уже в козацький період, під час знаходження там Келебрдяньскої сотні Полтавського полку.

### Сотенне містечко
У 1660 році містечко Келеберда стає центром Келебердянської сотні в складі Полтавського полку, утвореної на Дніпровій переправі для захисту Лівобережжя від татарських нападників, чамбули яких, в обхід Переволочної й Кременчука, проривалися для грабунку Полтавського й Миргородського полків.
У 1622 р. належала до Канівського староства.
Поповнювалася втікачами з Правобережжя, що рятувалися тут від гноблення польської шляхти та від розорення татарами і турками. Уже в останній чверті 17 ст. Келеберда  - багатолюдне поселення, в якому було 6 церков - Преображенська, Покровська, Троїцька, Миколаївська, Михайлівська та Різдва Богородиці.
За часів козацтва довкола Келеберди відбувся конфлікт між кошовим отаманом Іваном Сірком та Іваном Самойловичем. У подяку за видачу лжецаревича Симеона, цар Олексій Михайлович пожалував Івану Сірку "на жительство, городок Келеберду, у левого берега Днепра", а всьому Війську Запорізькому було надано у володіння перевіз у Переволочній. Однак таке пожалування аж ніяк не входило у плани Івана Самойловича, який намагався поставити під свій контроль Запорізьку Січ. Переволочна та Келеберда були важливими стратегічними пунктами на сполученні Гетьманщини з Січчю, через них ішли усі каравани, які доставляли в Запоріжжя зерно, продукти та військове збіжжя. Тому ні І.Сірко, ні Запорізька Січ так і не вступили у свої права стосовно Келеберди та Переволочної - гетьман просто не виконав царський наказ.
Наприкінці 17 - на початку 18 ст. багато жителів Келеберди переселяються в навколишні степи, засновують хутори.
У 1764 році  Келебердянська сотня була ліквідована, а територія включена до Новоросійської губернії (як ротне містечко Дніпровського пікінерного полку). На той час на території сотні мешкало 3186 людей. (За іншими данними, в 1764 р. при створенні з Новосербської провінції Новоросійської губернії 22 березня (2 квітня) 1764 р., до неї спочатку були віднесені сотенні містечка Миргородського полку: Власівка і Кременчук, а в 1765 р. Келеберда (містечко Полтавського полку)).
1768 року група козаків пробувала опротестувати переведення до пікінерів і вимагала повернути сотню під зверхність Полтавського козацького полку.
З 1783 року Келеберда входила до складу Кременчуцького повіту Катеринославського намісництва, а з 1789 р. до Градизького повіту того ж намісництва (повязано з великою повінню 1789 р. всі повітові установи із Кременчука були переведені до Градизька, і Кременчук віднесено до Градизького повіту, в складі якого він перебував до 1796 року).
З 1796 до Кременчуцького повіту Малоросійської губернії (з 1802 Полтавська).
Татари спустошували Келеберду в 1675 і 1696 роках.
Про напад на Келеберду у 1675 р. сповіщає із Нових Санжар гетьмана сам полковник 6 лютого. Він пише про наступ сердюків і татар П. Дорошенка під Келеберду "... из Крылова прибежав серденята, Черемиса с ордою, в полк наш в Кереберду, многих христиан в полон поимали и немало убытков починили" 

### Знищення російськими військами
У 1709 році Келеберду було зруйновано російськими військами під час каральної експедиції Петра Яковлєва.
16 квітня Яковлєв напав на Келеберду, у якій стояв запорізький табір. Партія донців, переколовши немалу кількість запорожців, спалила містечко, залишивши неспаленою лише церкву.
Келеберду було спалено на знак того, що келебердянці постачали провіант Мазепі та вислали свої сім'ї в Переволочну під захист запорожців. В останній момент келебердянський сотник, бажаючи порятувати місто, запропонував покору, але після попереднього опору росіяни вже забули про милосердя.

### Подальша історія
Найдавніше знаходження на мапах — 1775 рік як Каліберда. Відсутня на карті Боплана 1648 р.
На плані 1746 року містечко мало чотирьохкутну фортецю розміром 220х32,5 саженя та власний шпиталь. На плані окрім дворів позначені дома представників сотенної влади, магазини та дерев'яна церква Різдва Богородиці.
Під час російсько-турецької війни 1735 - 1739 рр. Келеберда  призначається пунктом знаходження одного з трьох корпусів армії, яким командував полководець Румянцев.
Поблизу Келеберди знаходилися каменоломні, де добували граніти та гнейси. На березі Дніпра тягнеться виступ світло-рожевого граніту. Цей камінь у 1804 році був використаний для п'єдесталу колони на честь Петра I в Полтаві.
З середини XVIII ст. активізувались дії царського уряду, спрямовані на освоєння українського прикордоння та посилення державного контролю над місцевим життям. Традиційні для доби Просвітництва соціальні експерименти, керовані з державного центру в південній Україні, впроваджувалися особливо активно, і Кременчуччина не становила виключення.
Першою ластівкою таких соціальних експериментів на теренах Полтавщини стали грузинські поселення, під які указом імператриці Анни Іоанівни від 25 березня 1738 р. виділялись землі на території Полтавського, Миргородського, Лубенського та Прилуцького полків Гетьманщини.  Грузини-емігранти мали сформувати Грузинський гусарський полк (спочатку мовилося про «грузинську роту»), що мав діяти у складі російської армії. Відомо про передання 210 дворів у Келеберді в «грузинське підданство» що підважувало соціально-економічний потенціал містечка.
Побував у Келеберді посол Кахетії Гарсеван Чавчавадзе, дід дружини славнозвісного російського поета і дипломата Грибоєдова – Ніно Чавчавадзе. А з родини князя Устама Єріставі (прізвище якого закріпилося за селом Єрістівкою Келебердянської волості) – вийшов Єрістов- один із ліцейських друзів самого Пушкіна.
У 1730 в місті  - 499 дворів, 1745 жителів.
У 1745 р. відкрито шпиталь.
За переписом 1859 р. - 595 дворів, 4952 жителів, діяло 5 церков (Покровська на початку 19 ст. була перенесена в Кобелячок), лісова пристань. 3 ярмарки на рік. У 1844 р. засновано школу, яка у 60-х рр. реорганізована в земську. У 1864 р. Михайлівська церква перенесена в Солоницькі хутори, і в Келеберді залишаються 4 церкви: дерев'яна Миколаївська (нова  1894), Преображенська (нова 1851) та Різдва Богородиці (нова 1898), мурована Троїцька (нова 1854). При всіх церквах були бібліотеки.

У 1895 р. Келеберда була центром Келебердянської волості Кременчуцького повіту. Ось як описують Келеберду в "Збірник необхідних відомостей про всі парафії Полтавської губернії. Адреса-календар духовенства тієї ж губернії. 1895 р.":
Местечко Келеберда, при р. Днепре, большое и торговое; в нем 4 церкви; образцовое министер. 2-х-клас. училище, церк.-прих. школы; волость, урядник; до 20 лавок, ежедневн. базары и 4 ярмар.: на Масляной нед., 12 Июня, 8 Сент. и 28 Окт. Водян. мельн. Аптека.
У 1900 р. - 256 дворів та 1416 жителів. Діяли земська та 3 церковнопарафіяльні школи, працювало понад 10 крамниць та близько 20 водяних млинів.
На початку XX містечко Келеберда налічувала 1200 жителів. У містечку була православна церква, 15 лавок, 17 водяних млинів, лісові склади; щоденні базари, 4 ярмарки на рік.
У 1911 році відкрито друге земське училище, яке побудовано за кошти пана Кірсти, який виділив на будівництво 10 тис. карбованців. Першим директором нового училища був інженер Московкін, який окрім загальної освіти відкрив для юнаків кустарно-виробничу школу, витративши на неї частину приданого своєї дружини.
В 1913 році в Келеберді було 303 двори та 1417 жителів (з них 230 козаків, 11 селян різного найменування, 18 євреїв, 20 інших непривілейованих, 24  привілейованих).
В 1915 році існувала пароплавна пристань - "Товариства пароплавства річкою Дніпро та її притоках".

### Часи радянської влади
Радянський режим встановлено в січні 1918 року. Після 1921 року почався бурхливий розвиток кооперації. Товариство" Червоний партизан" - виготовляло меблі з лози, "Червона ягода" - займалось розведення садів, "Восьме березня" - вишивкою. Кооперація, яка існувала з 1924 року, була реорганізована з часом в сільськогосподарське кредитне товариство, яке навіть чеканило власну монету. В 1928 р. виникло машино-тяглове товариство. Були організовані сітковязальні майстерні, заготзерно, хлібопекарня, молочно-розливний пункт, два магазини, два медпункти, родильний дім, бібліотека та клуб.
З березня 1923 до 1930 р. Келеберда як центр сільради входить до складу Потіцького району Кременчуцького округу.

### Друга Світова Війна
Форсування Дніпра німцями почалося (3 км нижче за течією від Келеберди) 31 серпня 1941 року. 100-та легка піхотна дивізія починає о 4-15 ранку переправу через великий піщаний острів "Молдован" - який за формою на мапах нагадує окіст або шинку. Відповідно сама операція форсування Дніпра в районі Келеберди мала кодову назву -  "Schinken"( нім. "шинка"). Підготовка до цієї операції трималася в найсуворішому секреті. Всі населені пункти в зоні операції, на мапах того часу мали кодові назви: с. Келеберда - називалося «Берлін», колгосп Леніна – «ферма Лейпциг», с. Павлівка – «Потсдам», с. Салівка – «Саар». Вже після 6-ї ранку німці закріпилися на острові, та почали наводити понтонний міст, по якому почала переправлятись артилерія та інші частини легкої піхотної дивізії. До кінця дня німці не тільки заволоділи о. Молдован, а й захопили плацдарм безпосередньо на лівому березі Дніпра в районі сіл Компанійці – Підгора. Таким чином, 100-та легка піхотна дивізія та 97-ма піхотна дивізія захопили плацдарм глибиною 4,5 км та шириною 4 км. Далі ворог почав просуватися в сторону с.Салівка, а частинам РСЧА довелося відступити в район села Пришиб, та за річку Псел.
У роки німецько-фашистської окупації гітлерівці стратили 19 жителів села, вивезли на примусові роботи до Німеччини 220 чоловік, відступаючи спалили майже все село. Під час боїв 1941 та 1943 року в районі села загинуло 365 радянських воїнів.
В ніч на 25 на вересня на південний схід від Кременчука вийшли передові частини 7-ї гвардійської армії та почали форсування Дніпра в районі Мишурін Ріг - Домоткань. В це же час на ділянці від витоку Орелі до Верхньодніпровська форсувати Дніпро почали війська 57-ї армії генерала М.О. Гагена.  Через два дні до Дніпра в районі села Келеберда вийшли передові загони 89-ї гвардійської стрілецької дивізії 37-ї армії. В ніч на 28 вересня 24 гвардійці під командуванням старшого лейтенанта Журкіна під ураганним вогнем противника перші на цій ділянці форсували Дніпро, вибили противника з обладнаних ним позицій і закріпились на плацдармі. Через десять днів там, де діяла 37-ма армія, плацдарм на правому березі Дніпра був розширений до 35 кілометрів по фронту і від 6 до 12 кілометрів в глибину.
Третій раз за свою історію Келеберда була зітерта з лиця землі восени 1943 року коли через село пройшла так звана «відволікаюча» переправа радянських військ через Дніпро. В ніч переправи 29 вересня 1943 року у Келеберді з 595 хат уціліло лише - 13.
29 вересня 1943 року війська Степового фронту під командуванням генерал-полковника І. С. Конєва, звільнивши від загарбників села і хутори району, вийшли до Дніпра і почали його форсувати.
У боях за оволодіння і розширення плацдарму на правому березі брали участь дивізії зі складу 53-й і 37-ї армій. Першими в ніч з 29 на 30 вересня форсували Дніпро бійці 89-ї і 92-ї гвардійських стрілецьких дивізій 37 армії, визволивши перед цим Келеберду. Потім, з 30 вересня по 1 жовтня – частини 252-ї стрілецької дивізії. А з 1 на 2 жовтня – частини 299-ї та 375-ї стрілецьких дивізій. У період з 3 по 11 жовтня на плацдарм «18 км на південь від Кременчука» переправилися частини 84-ї, 116-ї та 233-ї стрілецьких дивізій.

## Населення
- 1859 — 4952 (595 дворів)[13][14]
- 1911 — 1565 [15]
- 2001 — 451

## Економіка та соціальна сфера
ЗАТ «Дніпровська хвиля» — підриємство рибної промисловості.

## Транспорт
Через село проходить автодорога місцевого значення:
- 01711151 - Горішні Плавні - Салівка - Озера  - Келеберда

## Визначні пам'ятки
- Преображенська церква.

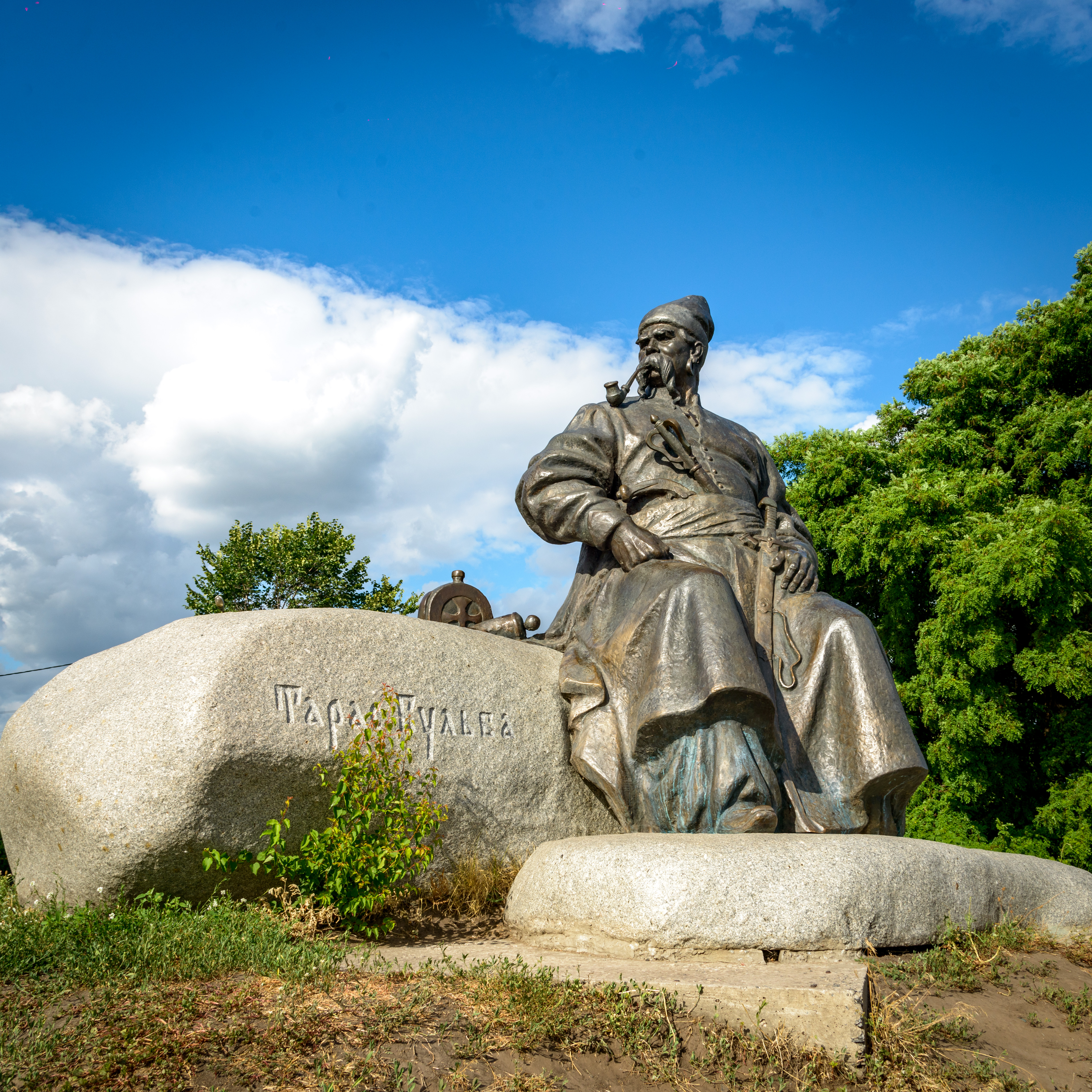
Пам'ятник Тарасу Бульбі

- «Келеберда» — геологічна пам'ятка природи місцевого значення (з 1979 р.), площа 5 га. Унікальні геологічні утворення: виходи мігматитів, яким нараховується близько 3-х млрд років та відслонення типових гранітів.
- Пам'ятник Героям Форсування Дніпра

## Люди
У селі народилися:
- Гапонюк Клавдія Іванівна (1929—2012) — українська художниця порцеляни.
- Голубовський Захарій (1736—1810) — український живописець, один із майстрів українського бароко.
- Кобилко Іван (1882—1951) — учасник Української революції 1917–1921.
- Козельський Яків Павлович (1729—1794) — письменник, філософ-просвітитель.
- Біленький Т.І. - вчений філолог (? - бл.1879)
- Городинський П.А - військовий лікар (2 пол. 18 ст. - 1839) дослідник Кавказьких мінеральних вод
- Лебідь М.М. - український поет (1889 - 1939)

## Цікаві факти
Існує легенда що Келеберду відвідував Тарас Шевченко.

Відомий український письменник і драматург Юрій Іванович Яновський (1902–1954) 1938 р. написав оповідання «Наречена». У його основу покладено історію, почуту автором від такої собі баби Одарки зі старовинного козацького села Келеберди. Ю. Яновський розповідає, як влітку 1936 р. разом із угорським письменником Мате Залкою він мандрував Полтавщиною. Відвідали вони й Келеберду, де письменники поспілкувались з його мешканкою бабою Одаркою. Чим вона, крім понад сторічного віку, зацікавила літераторів, Ю. Яновський не вказує. Можна лише здогадуватись, що їхню увагу привернув почутий від когось із місцевих жителів переказ баби Одарки про її випадкову зустріч з Тарасом Шевченком. Ось як записав її розповідь Ю. Яновський: 
«Саме обмолотини попили  – говорить баба Одарка, – сидить мати край віконця, прядочки у їх грає, веретенце шумить. Коли це – щось у хату. Прибився парубок хтозна й звідки. Ой, чи з поля, чи з лугу, та не вдавай серденько в тугу. Було мені, либонь сімнадцять. Колупаю причілок, на парубка не гляну. А він же красний! Сів край столу, «добридень» оддав. Шабатурку одкрив та й малює. Я й заніміла. Як у церкві стою. Наче янголи мені співають, боюсь поворухнутися. Мама прядуть, а парубок малює. Не знаю скільки й вистояла… А тоді  віддав мені той образок, що намалював, – і пішов. Та й по сей день. І хто він не знаю. Тільки очі його дивляться на мене, як і дивились. Дивляться, не гаснуть. Баба Одарка підняла віко на скрині і витягла згорнутий жовтий аркуш паперу. Італійським олівцем там було намальовано дівчину безмірної краси. Вона стояла серед хати в буденній одежі, і всі красуні світу могли їй вклонитися. В очі всіх прийдешніх поколінь дивилася юна Одарка. Під малюнком був підпис – «Т. Шевченко». Нижче стояло – «Наречена»
Одним із перших, хто виклав цю легенду в значенні історичного факту, був історик, краєзнавець, професор, доктор історичних наук, педагог і громадський діяч, автор багатьох книг і нарисів з історії Кременчука Лев Ісакович Євселевський (1928–2011). Посилаючись на місцевих дослідників історії села, він писав: 
«В 1843 р. під час подорожі на Запоріжжя Т. Г. Шевченко відвідав Келеберду. Через 93 роки цю подію записав з уст Одарки Муравйової український письменник Ю. Яновський. Одарка Муравйова прожила біля 122 років» 
Як бачимо, поважний дослідник не лише уточнив рік, на який нібито припадала ця подія, а й назвав прізвище баби Одарки – Муравйова, чого не було в оповіданні Ю. Яновського. Версію Л. І. Євселевського підтримали й інші краєзнавці. Водночас, у статті «Келеберда» в «Полтавській шевченкіані» П. Ротач спростував цю легенду, «що потрапила в деякі друковані матеріали (один із записів належить Ю. Яновському, див. оповідання «Наречена»)». Якою б привабливою не виглядала записана Ю. Яновським романтична історія, слід визнати, що переданий ним народний переказ про перебування Кобзаря у Келеберді, ймовірно, реального підґрунтя не мав.
- По-перше, прямуючи 1843 р. на Катеринослав і Олександрівськ, Кобзар не опускався по Дніпру нижче Кременчука, де перетнув Дніпро.
- По-друге, важко повірити, що Ю. Яновський не проявив інтересу до подальшої долі власноручно зробленого Тарасом Шевченком малюнку «Наречена». Як ніхто інший, він усвідомлював історичне значення цього артефакту. Однак, у переліку близько 860-ти творів живопису й графіки, які були виконані Тарасом Шевченком протягом усього життя і збереглися до наших днів, малюнок «Наречена» чи ескіз до нього не фігурує. Відсутня й згадка про твір з такою назвою серед понад 270-ти втрачених і до цього часу незнайдених художніх творів митця.
- По-третє, Ю. Яновського настільки бентежив поважний вік автора легенди про перебування Тараса Шевченка в Келеберді, що він допустив деякі неточності при визначенні хоча б приблизного року народження баби Одарки. Якщо вірити наведеним ним хронологічним рамкам, «Нареченій» у 1936 р. мало б виповнитись повних 110 років, а в іншому варіанті 115 чи навіть 116 років! І це при тому, що згідно з даними офіційної статистики у 1939 р. тривалість життя жінок по Україні становила 52,7 роки.

І все ж таки, Тарасу Шевченку довелося побувати в Келеберді, але не Кременчуцького повіту, а в селі з однойменною назвою Канівського повіту Київської губернії (зараз Черкаської області). Сталася ця подія у червні 1859 р., коли на запрошення свого друга, першого ректора Київського університету М. О. Максимовича Кобзар тиждень гостював на його хуторі Михайлова гора. Звідти Тарас Шевченко подорожував навколишніми селами, відвідував Келеберду, де написав малюнок «Коло Канева».

Топонім "Келеберда" згадується також в творі Івана Котляревського "Енеїда". 
"Ану прилізь, — Турн одвічає,
 — Келебердянськая верства!
Як б'ю я — брат твій теє знає,

Ходи, тобі вкручу хвоста".
Келебердянськая верства — локальна приказка.  Матвій Симонов зареєстрував такі приказки: «Великий (або: Довгий), мов Пирятинська верства», «Випросталась, як семисотна верства», і додав своє пояснення: «Семисотні верстви були за цариці Катерини. По старих шляхах вони ще й тепер иноді є: дубові, високі. Пирятинська верства теж семисотна, – себто верства, що вони стоять по старому шляху з Переяслова у Лубни». У цьому поясненні виникла плутанина з семантикою слова «верства», у якому накладаються одне на одне два значення: міри великих віддалей і одного зі стовпів, які ставилися біля дороги на відстані верстви. Семисотна верства – це один зі стовпів, віддаль між якими становить 700 сажнів. Верства на Русі мала різну кількість сажнів (500, 700, 750, 1000). У XVIII—XIX ст. в Росії застосовували зазвичай 500-саженну шляхову верству, тож 700-саженна вважалася за довгу. М. Симонов додає, що семисотні верстви були «високі», тобто крім точної – більшої, ніж звичайно, – віддалі між стовпами, загально зазначає ще й їхню неабияку висоту. Звідси виходить, що в наведених приказках переплелися обидва значення: географічна довжина верстви і висота верствового стовпа.
Ці приказки стосуються чогось (когось) довгого й високого, зокрема переносно – довготелесої або надто виструнченої людини.
Чому Котляревський обрав саме "Келебердянську версту" а не більш вживану "Пирятинську"? Існує думка, що "Келебердянська верста" більш созвучна до аналогічної приказки в російській мові "Коломненська верста".
Завдяки «Енеїді» Котляревського вислів «келебердянська верства» став в українській мові ідіоматичним, уживаним в усному мовленні та літературі.

## Герб
Найдавнішу відому нині печатку Келеберди 1688 р. віднайдено серед листування полковника Іллі Новицького. На печатці постає зображення іспанського (заокругленого) щитка із примітивним картушем, у якому - малюнок натягнутого лука зі стрілою вістрям донизу; вгорі печатки - літери "П.Г." ("печать городова..."; очевидно, абревіатура збереглася не повністю).
 У 1720-х pp. містечко використовувало вже іншу печатку із цілком відмінною символікою. Так, у компуті Полтавського полку 1721 р. документи Келебердянської сотні скріплено восьмикутною печаткою, в полі якої - характерно козацька геральдична композиція: хрест, що стоїть на півмісяці, оберненому рогами догори; над хрестом - шестикутна зірка. Герб оточує абревіатура "П.Г.К" ("печать городова келебердянська")